# درایس (برنکاستل-ویتلیش)
درایس (آلمانی: Dreis) یک منطقهٔ شهرداری در ناحیهٔ برنکاستل-ویتلیش واقع در ایالت راینلاند فالتس آلمان است.